# Reijo Leppänen
Reijo Leppänen (* 8. November 1951 in Turku) ist ein ehemaliger finnischer Eishockeyspieler, der in seiner aktiven Zeit von 1968 bis 1990 unter anderem für TPS Turku in der SM-liiga gespielt hat.       

## Karriere
Reijo Leppänen begann seine Karriere als Eishockeyspieler in seiner Heimatstadt in der Nachwuchsabteilung von TuTo Hockey, für dessen Profimannschaft er von 1968 bis 1975 in der SM-sarja aktiv war. Anschließend wechselte er zu dessen Stadtnachbarn TPS Turku, für den er von 1975 bis 1987 zwölf Jahre lang in der neu gegründeten höchsten finnischen Spielklasse, der SM-liiga, antrat. Mit TPS Turku nahm er in jeder dieser Spielzeiten an den Playoffs teil und er half dabei, den Verein in die nationale Spitze zu führen. Mit seiner Mannschaft gewann er in der Saison 1975/76 den finnischen Meistertitel. In der folgenden Spielzeit scheiterte er mit TPS erst im Playoff-Finale an Tappara Tampere. Auch in den Spielzeiten 1981/82 und 1984/85 wurde er mit TPS Vizemeister. 
Reijo Leppänen war jedoch nicht nur mit seiner Mannschaft erfolgreich, sondern gehörte in den 1980er Jahren selbst zu den besten finnischen Offensivspielern. In den Jahren 1980, 1981, 1982 und 1985 wurde er jeweils in das All-Star Team der SM-liiga gewählt. In der Saison 1980/81 wies er darüber hinaus die beste Plus/Minus-Bilanz aller SM-liiga-Spieler auf, wofür er die Matti-Keinonen-Trophäe erhielt. In der gleichen Spielzeit war er mit 76 Scorerpunkten Topscorer der Liga, wofür er die Veli-Pekka-Ketola-Trophäe erhielt, sowie mit 45 Assists bester Vorlagengeber. Beim Erreichen der Vizemeisterschaft 1982 war er mit 33 Toren und 37 Vorlagen (70 Scorerpunkte) sowohl bester Torschütze, Vorlagengeber als auch Topscorer der SM-liiga. Zudem wurde er zum SM-liiga Key Player ernannt und erhielt den SM-liiga Lynces Academici Forward Award. Beim Erreichen der Vizemeisterschaft 1985 erhielt er die Raimo-Kilpiö-Trophäe als fairster Spieler. 
Seine Karriere ließ der Olympiateilnehmer von 1980, der in seiner Karriere bis dahin ausschließlich für Mannschaften aus seiner Heimatstadt spielte, bei Kiekko-67 ausklingen. Mit der Mannschaft stieg er 1989 in die zweitklassige I divisioona auf und beendete ein Jahr später dort seine Karriere. Zwei Jahre später wurde er als insgesamt 87. Spieler in die finnische Hockey Hall of Fame aufgenommen.

### International
Für Finnland nahm Leppänen im Juniorenbereich an der U19-Junioren-Europameisterschaft 1970 teil. Im Seniorenbereich stand er im Aufgebot seines Landes bei den Olympischen Winterspielen 1980 in Lake Placid und bei der Weltmeisterschaft 1982.

## Erfolge und Auszeichnungen
| - 1976 Finnischer Meister mit TPS Turku - 1977 Finnischer Vizemeister mit TPS Turku - 1980 SM-liiga All-Star Team - 1981 SM-liiga All-Star Team - 1981 Matti-Keinonen-Trophäe - 1981 Veli-Pekka-Ketola-Trophäe - 1981 Meiste Vorlagen der SM-liiga - 1982 Finnischer Vizemeister mit TPS Turku - 1982 SM-liiga All-Star Team - 1982 Veli-Pekka-Ketola-Trophäe | - 1982 Aarne-Honkavaara-Trophäe - 1982 Meiste Vorlagen der SM-liiga - 1982 SM-liiga Lynces Academici Forward Award - 1982 SM-liiga Key Player - 1985 Finnischer Vizemeister mit TPS Turku - 1985 SM-liiga All-Star Team - 1985 Raimo-Kilpiö-Trophäe - 1989 Aufstieg in die I divisioona mit Kiekko-67 - 1992 Aufnahme in die finnische Hockey Hall of Fame |